# Vangueria albosetulosa
Vangueria albosetulosa är en måreväxtart som först beskrevs av Bernard Verdcourt, och fick sitt nu gällande namn av Henrik Lantz. Vangueria albosetulosa ingår i släktet Vangueria och familjen måreväxter.
Artens utbredningsområde är Zambia. Inga underarter finns listade i Catalogue of Life.